# Neilton
Pour le footballeur brésilien, voir Neílton.
Neilton est une localité américaine du comté de Grays Harbor, dans le Washington. Elle est située au sein de la forêt nationale Olympique.